# Roman Śliwonik

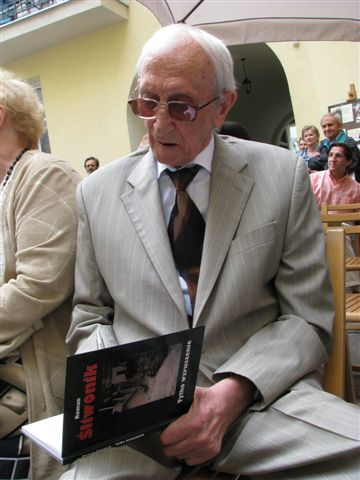
Roman Śliwonik, Warszawa 15 czerwca 2008

Roman Śliwonik (ur. 28 sierpnia 1930 w Puszczy Mariańskiej koło Skierniewic, zm. 22 września 2012 w Warszawie) – polski poeta,  prozaik,  autor sztuk scenicznych. Brat Lecha Śliwonika, rektora Akademii Teatralnej im. Aleksandra Zelwerowicza w Warszawie.

## Życiorys
Roman Śliwonik zadebiutował zawodowo w 1952 reportażem Z Mławy w „Trybunie Mazowieckiej”, zaś jako poeta w 1955 wierszem Przypomnienie na łamach miesięcznika „Twórczość”. Był współzałożycielem i redaktorem czasopisma „Współczesność”. Działał jako poeta, prozaik, autor słuchowisk i scenariuszy filmowych oraz publicysta. Publikował m.in. w czasopismach: „Magazyn Literacki”, „Współczesność”, „Nowa Kultura”, „Kultura”, „Życie Literackie”, „Poezja”, „Miesięcznik Kulturalny”. Był jurorem konkursów literackich. 
Jako aktor wystąpił w dwu etiudach fabularnych Marka Piwowskiego: Przedział na sto i więcej osób (1965) i Muchotłuk (1966). 

## Twórczość (wybór)

### Poezja
1. Ściany i dna, Iskry (1958) wiersze
2. Rdzewienie rąk, Iskry (1961) wiersze
3. Przyjdzie spokój, Państwowy Instytut Wydawniczy (1963) wiersze
4. Zapisy z codzienności, Państwowy Instytut Wydawniczy (1966) wiersze
5. Wyprzedaż, Państwowy Instytut Wydawniczy (1971) wiersze
6. Z pamięci, Czytelnik (1977) wiersze
7. Za żalem, Państwowy Instytut Wydawniczy (1979) wiersze
8. Oddech, Krajowa Agencja Wydawnicza (1980) tom poezji
9. Poezje wybrane,  Ludowa Spółdzielnia Wydawnicza (1980)
10. Wybór wierszy, Państwowy Instytut Wydawniczy (1980)
11. Potęgowanie dramatu, Państwowy Instytut Wydawniczy (1983) tom poezji
12. Koturn, Krajowa Agencja Wydawnicza (1987) tom poezji
13. Listopady Grudnie Stycznie,Państwowy Instytut Wydawniczy (1987) wiersze
14. Tamten wiek, Państwowy Instytut Wydawniczy (1989) wiersze
15. Tylko wzruszenie,Wydawnictwo Magazyn Literacki (1997) wiersze
16. Wyjechać, Wydawnictwo Adam Marszałek (2003) wiersze
17. Wrócić do Śródmieścia, Wydawnictwo Adam Marszałek (2005) wiersze
18. Dom z wierszy, Wydawnictwo Adam Marszałek (2006) wiersze
19. Zachwyt, Wydawnictwo Adam Marszałek (2007) tom poezji
20. Ślad, Wydawnictwo Adam Marszałek (2010) tom poezji

### Wiersze dla dzieci i młodzieży
1. Alfabet kwiatów, Wydawnictwo Adam Marszałek (2011)

### Proza
1. Bezimienni, Państwowy Instytut Wydawniczy (1970) opowiadania
2. Frajer, Państwowy Instytut Wydawniczy (1974) opowiadania
3. Trójkąt liryczny, Krajowa Agencja Wydawnicza (1979) opowiadania
4. Wybór opowiadań, Państwowy Instytut Wydawniczy (1984)
5. Portrety z bufetem w tle, Iskry (2001) wspomnienia
6. Portrety chwil albo uładnianie życia, Wydawnictwo Adam Marszałek (2004)

## Nagrody
- Nagroda „Poezji” za najlepszy tom roku Z pamięci (1977)
- Nagroda im. Juliusza Słowackiego za całokształt twórczości
- Nagroda Funduszu Literatury za tom wierszy Potęgowanie dramatu
- Nagroda Czerwonej Róży (Pierścień) za całokształt twórczości poetyckiej
- Nagroda Czerwonej Róży 1964 za zestaw wierszy
- Nagroda za całokształt twórczości Comford Meridian Polska (2003)
- Nagroda Światowego Dnia Poezji UNESCO 2000 za książkę Wrócić do Śródmieścia
- Nagroda Literacka im. Władysława Reymonta za książkę roku Wrócić do Śródmieścia (2006)[3] oraz za całość twórczości (2010)[4]
- Nagroda Ministra Kultury i Dziedzictwa Narodowego (2007)
- Nagroda Warszawskiej Premiery Literackiej za tom Dom z wierszy (2007)
- Nominacja do Nagrody im. Cypriana Kamila Norwida (2007)
- W 2008 został uhonorowany przez ministra kultury i dziedzictwa narodowego Srebrnym Medalem „Zasłużony Kulturze Gloria Artis”[5]

## Pogrzeb
5 października 2012 o 13:00 odbyła się msza w kościele św. Karola  Boromeusza. Spoczął  na cmentarzu Powązki Wojskowe w Warszawie (kwatera A31-4-4).